# Elias Chacour

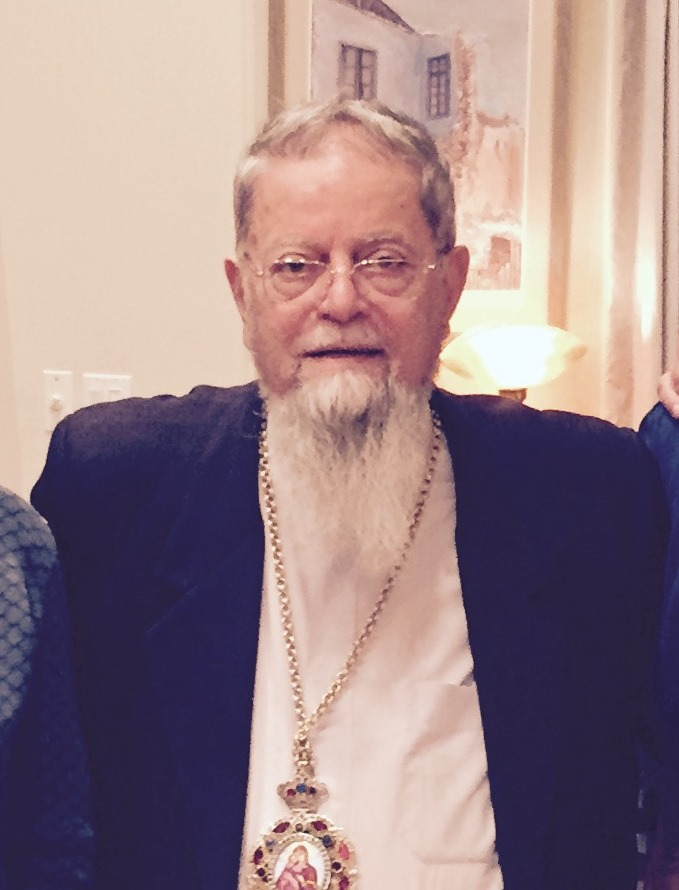
Elias Chacour (2015)

Elias Chacour (Arabisch إلياس شقّور Hebreeuws: אליאס שקור) (Biram, 29 november 1939) is een Arabisch-Israëlische melkitisch priester, aartsbisschop, pedagoog, activist en publicist.
Chacour werd geboren in het Palestijnse dorpje Kafr Biram, vlak bij de Libanese grens, waarvan de inwoners in 1948 door het Israëlisch leger werden verjaagd. Terugkeer was toegezegd door de Hagana-commandant, maar werd steeds geweigerd. Het Israëlisch Hooggerechtshof had in 1950 en in 1952 geoordeeld dat men terug mocht keren, maar de Israëlische defensieleger (IDF) maakte dit onmogelijk door het dorpje op kerstmorgen 1952 te bombarderen (terwijl inwoners die dachten naar huis terug te kunnen keren op een afstand toekeken).
De inwoners waaronder Chacour, die nu buiten Israël of elders in Israël wonen (b.v. in het nabuurdorpje Gish) en Bar'am, en hun nakomelingen voeren nog steeds strijd om terug te keren naar hun oude dorp.
Hij volgde de middelbare school in Nazareth. Hierna studeerde hij theologie aan het St. Sulpice-seminarium in Parijs, waarna hij in 1965 huiswaarts keerde. Aartsbisschop George Selim Hakim van Galilea wijdde hem tot priester. Later promoveerde hij - als eerste Palestijn - aan de Hebreeuwse Universiteit van Jeruzalem, waar hij Thora, Talmoed, Aramees en Syrisch studeerde.
In 1965 stichtte Chacour de privéschool Mar Elias in Ibillin, waar hij jaren de leiding aan gaf. Inmiddels is Chacour emeritus-aartsbisschop van de Melkitische kerk voor Akko, Haifa, Nazareth en Galilea.

## Boeken

### Bloodbrothers
Chacour schreef een boek over zijn jeugdervaringen dat ook in het Nederlands verscheen: Kinderen van één Vader (Engelstalige titel: Bloodbrothers). Het is een levensverhaal van een Palestijnse jongen die is opgegroeid in Galilea, het gebied waar Jezus vandaan kwam, en de stichting van de staat Israël meemaakt met alle gevolgen van dien. Zijn vader brengt hem begrip bij voor de joden die, omdat zij vervolgd zijn in Europa, een heenkomen zoeken in Palestina. Hij gelooft dat er met die thuisloze joden even goed zullen kunnen samenleven als met de joden die ze als buren kennen. Ondanks wat er volgt, de verdrijving uit zijn geboortedorp en de verwoesting ervan, blijft hij toch een ongelooflijke vergevingsgezindheid behouden en is hij bereid als arbeider te werken op zijn eigen geroofde land. De jongen groeit op in die geest, wordt Grieks-katholiek priester en blijft werken aan vrede en verzoening vanuit een kleine parochie niet ver van Nazareth. Gedachtig aan de bede van zijn vader: 
Vader, ze behandelen ons slecht omdat wij de kinderen van Ismaël zijn. U hebt Ismaël gered van een dood in de wildernis. U hebt gerechtigheid gebracht. Wij danken U nu, want wij weten dat U ook ons gerechtigheid zult brengen.

### We belong to the Land
Een tweede boek, We belong to the Land, is nog niet in het Nederlands vertaald. Hierin beschrijft hij onder andere de geschiedenis van zijn onderwijsproject in Ibillin. Begonnen met een kleuterschool is het nu een scholengemeenschap: gedoogd door het Israëlische ministerie van onderwijs, dat obstakels opwierp, maar "de aanhouder wint".

## Citaten
Aartsbisschop Elias Chacour bij zijn bezoek aan de Tweede Kamer Commissie Buitenland op 20 maart 2013:
- "Do not be onesided"... Kies niet een kant! 
- "Go for real equality"... Ga voor échte gelijkwaardigheid...
- “Wij zijn geen terroristen. Wij worden geterroriseerd!”
(Interview afgenomen tijdens zijn bezoek aan Nederland toen:)

Een “wandelende tegenstelling” noemt hij zichzelf een trotse Palestijn, christen en wonend in Israël, Galilea. De eerste kerk in Jeruzalem is gestart door Christenen uit Galilea. Chacour is hun afstammeling. Burger van Israël, maar tweederangs. In zijn Israëlische paspoort wordt hij aangeduid als 02 oftewel Arabier; 01 zijn joden: 
Hoe kan Israël zich een democratie noemen als het onderscheid blijft maken tussen verschillende groepen burgers?
Toen Shimon Peres eens zijn kerk bezocht, vroeg Chacour hem wanneer hij mocht terugkeren naar zijn geboortedorp. Peres: “U bent er al 60 jaar weg, bent u het dorp nòg niet vergeten?”.  Chacour: “Meneer Peres, u bent na 2000 jaar toch niet vergeten om terug te willen keren.”

## Nominatie
Hij werd ook voor de Nobelprijs voor de Vrede genomineerd.